# 迈英根
迈英根是德国巴伐利亚州的一个市镇。总面积14.18平方公里，总人口1235人，其中男性643人，女性592人（2011年12月31日），人口密度87人/平方公里。